# Schlacht bei Ostrolenka (1807)
Schleiz – Saalfeld – Jena und Auerstedt – Lübeck – Großpolen – Czarnowo – Golymin – Pułtusk – Dirschau –  Allenstein – Preußisch Eylau – Ostrolenka – Stolp – Danzig – Kolberg – Guttstadt –Heilsberg – Friedland
Die Schlacht von Ostrołęka wurde am 16. Februar 1807 zwischen einer Streitmacht des Ersten Französischen Kaiserreichs unter Divisionsgeneral Anne Jean Marie René Savary und einer russischen Streitmacht unter Generalleutnant Magnus Gustav von Essen ausgetragen. Die Franzosen besiegten die Russen und zwangen sie, sich nach Osten nach Wysokie Mazowieckie zurückzuziehen. Die Wetterbedingungen führten dazu, dass beide Seiten unmittelbar nach der Schlacht, die während des Vierten Koalitionskrieges, Teil der Napoleonischen Kriege, stattfand, Winterquartiere bezogen. Ostrołęka liegt im Nordosten des heutigen Polens, gehörte aber 1807 zum Königreich Preußen.

## Hintergrund
Savary hatte „das Kommando über das fünfte Korps“ „auf der äußersten französischen Rechten“, um „die Annäherungen an Warschau bei Narew und Bug zu bewachen und den rechten Rücken der Bewegung nach Norden zu decken.“ Nachdem die Franzosen „am 3. Februar aus Ostrów vertrieben“ worden waren, „erhielt Savary den Befehl, Brok zu verlassen und sich nach Ostrolenka zurückzuziehen, um ihre Kommunikation mit der Armee des Kaisers zu stärken.“ „Essen wurde von Bennigsen angewiesen, sich zurückzuziehen. Savary, der sich gleichzeitig dazu entschlossen hatte, die Offensive zu übernehmen „beschloss, Ostrolenka in der Defensive zu halten“ und ließ drei Brigaden auf den „niedrigen Hügeln außerhalb von Ostrolenka, flankiert von Batterien am gegenüberliegenden Ufer“, zurück, während er am Morgen des 16. Februar die Offensive gegen die herabkommende russische Streitmacht übernahm.“

## Verlauf
Am frühen 16. Februar traf der Divisionsgeneral Honoré Théodore Maxime Gazan mit einem Teil seiner Division an der Vorhut ein. Um 9 Uhr morgens „traf er den Feind auf dem Weg nach Nowogród“ und griff ihn an und schlug ihn in die Flucht, aber im selben Moment „griffen die Russen Ostrołęka am linken Ufer an.“ General der Brigade François Frédéric Campana, mit einer Brigade der Division Gazan, und General der Brigade François-Amable Ruffin, mit einer Brigade des Generals der Division von Nicolas Charles Oudinot, verteidigten die Stadt. Savary schickte den Divisionsgeneral Honoré Charles Reille, seinen Stabschef. Die russische Infanterie wollte in vielen Kolonnen die Stadt einnehmen, aber die Franzosen ließen sie auf halber Höhe der Straßen vorrücken, bevor sie sie stürmten, und ließen die „Straßen mit Toten bedeckt“ zurück. Die Russen „verließen die Stadt“ und bezogen Stellungen „hinter den Sandhügeln“.
Oudinot und der General der Division Louis Gabriel Suchet und ihre Divisionen „rückten vor“ und gegen Mittag kamen die „Spitzen ihrer Kolonnen in Ostrołęka an.“ „Oudinot befahl die Linke in zwei Linien“, während Suchet das Zentrum befehligte und Reille, „Kommandant einer Brigade“ der Division Gazan, „die Rechte bildete“. Er „bedeckte sie mit seiner gesamten Artillerie“ und marschierte gegen den Feind. Der Schusswechsel verlief „zügig“, wobei die Russen „auf allen Seiten nachgaben und drei Meilen lang im Kampf verfolgt wurden“.

## Ergebnisse
Am nächsten Tag wurden die Russen „um mehrere Meilen verfolgt“. Zwei russische Generäle und mehrere andere russische Offiziere wurden getötet und drei Generäle verwundet. Die Russen ließen 1 200 Verwundete und 1 300 Tote auf dem Schlachtfeld zurück, wobei 7 Kanonen und zwei Flaggen von den Franzosen erbeutet wurden. Nur 60 französische Truppen wurden getötet, darunter Campana, dessen Tod Napoleon I. von Frankreich sehr bedauerte, mit 400 bis 500 Verwundeten, darunter Oberst Duhamel vom 21. leichten Infanterieregiment und Artillerieoberst Henri Marie Lenoury.
„Savarys Aktion bei Ostrolenka ... war nützlich, um die Tatsache zu offenbaren, dass die Russen auf dieser Seite nicht über große Stärke verfügten und dass Napoleon von einem Versuch, seine Verbindungen mit Warschau zu stören, wenig zu befürchten hatte.“
Oudinot wurde zum Grafen des Imperiums ernannt und erhielt eine „Spende“ von einer Million Francs. Savary erhielt die Ehrenlegion.
Napoleon „befahl dem 5. Korps, entlang der rechten Ufer von Omulew und Narew bis hinunter nach Sierockie in Winterquartier zu gehen.“ Das Tauwetter war „furchtbar“ und die Jahreszeit erlaubte keine weiteren Feldzüge mehr.
Die Schlacht von Ostrołęka wird in der Schlachtengalerie in Versailles und auf dem Arc de Triomphe erwähnt.